# Ent (Terra Média)
Ents são humanoides gigantes no mundo de fantasia de J. R. R. Tolkien, a Terra-média, que se assemelham muito a árvores. Seu líder é  Barbárvore (Treebeard), da floresta de Fangorn. O nome "Ent" deriva de uma palavra em inglês antigo que significa "gigante".
Os Ents aparecem em O Senhor dos Anéis como antigos guardiões das florestas e aliados dos povos livres da Terra-média durante a Guerra do Anel. O Ent mais destacado na obra é Barbárvore, considerado a criatura mais antiga da Terra-média. Naquela época, não havia Ents jovens (chamados "Entinhos") porque as Entesposas (Ents fêmeas) haviam desaparecido. Relacionados aos Ents estão os Huorns, descritos por Barba-árvore como uma forma transitória: árvores que se tornam animadas ou Ents que, com o tempo, ficam mais semelhantes a árvores.
Tolkien afirmou que ficou desapontado com a forma como Shakespeare tratou a chegada da "Grande Floresta de Birnam à colina de Dunsinane" em sua obra; ele desejava um cenário em que as árvores realmente partissem para a guerra. Comentadores interpretaram isso como uma realização de desejo, já que Tolkien deplorava os danos causados ao campo inglês durante sua vida. Estudiosos consideram a história dos Ents um mito, geralmente sem analisá-la em profundidade. Corey Olsen [en] interpreta a canção dos Ents e das Entesposas como um mito que alerta sobre os perigos de se isolar apaticamente na natureza, enquanto a canção "Nos prados de salgueiros de Tasarinan", entoada pelos Ents, é vista como um lamento.
Inspiradas por Tolkien e tradições semelhantes, criaturas arbóreas animadas ou antropomórficas aparecem em diversas mídias e obras de fantasia.

## História interna
Barbárvore, chamado por Gandalf de o Ent mais antigo ainda vivo e a criatura ambulante mais velha da Terra-média, é descrito como tendo cerca de 14 feet (4 m) de altura, com aparência "semelhante a um homem, quase como um troll", coberto por algo que parecia casca de árvore, sete dedos nos pés, barba espessa e "quase ramosa" e olhos profundos e penetrantes. Os Ents variam bastante em características pessoais (altura, robustez, coloração e até o número de dedos), assemelhando-se aos tipos específicos de árvores que protegiam. Quickbeam, por exemplo, guardava árvores de sorveira e tinha traços semelhantes a elas: era alto e esguio, de pele lisa, lábios avermelhados e cabelos grisalhos esverdeados. Alguns Ents, como Barba-árvore, lembravam:
| “ | árvores de faia ou carvalhos. Mas havia outros tipos. Alguns evocavam a castanheira: Ents de pele morena, mãos grandes e espalmadas, pernas curtas e grossas. Outros lembravam o freixo: Ents altos, retos e cinzentos, com mãos de muitos dedos e pernas longas; alguns, o abeto (os Ents mais altos), e outros, a betula, ... ou o tílio. | ” |

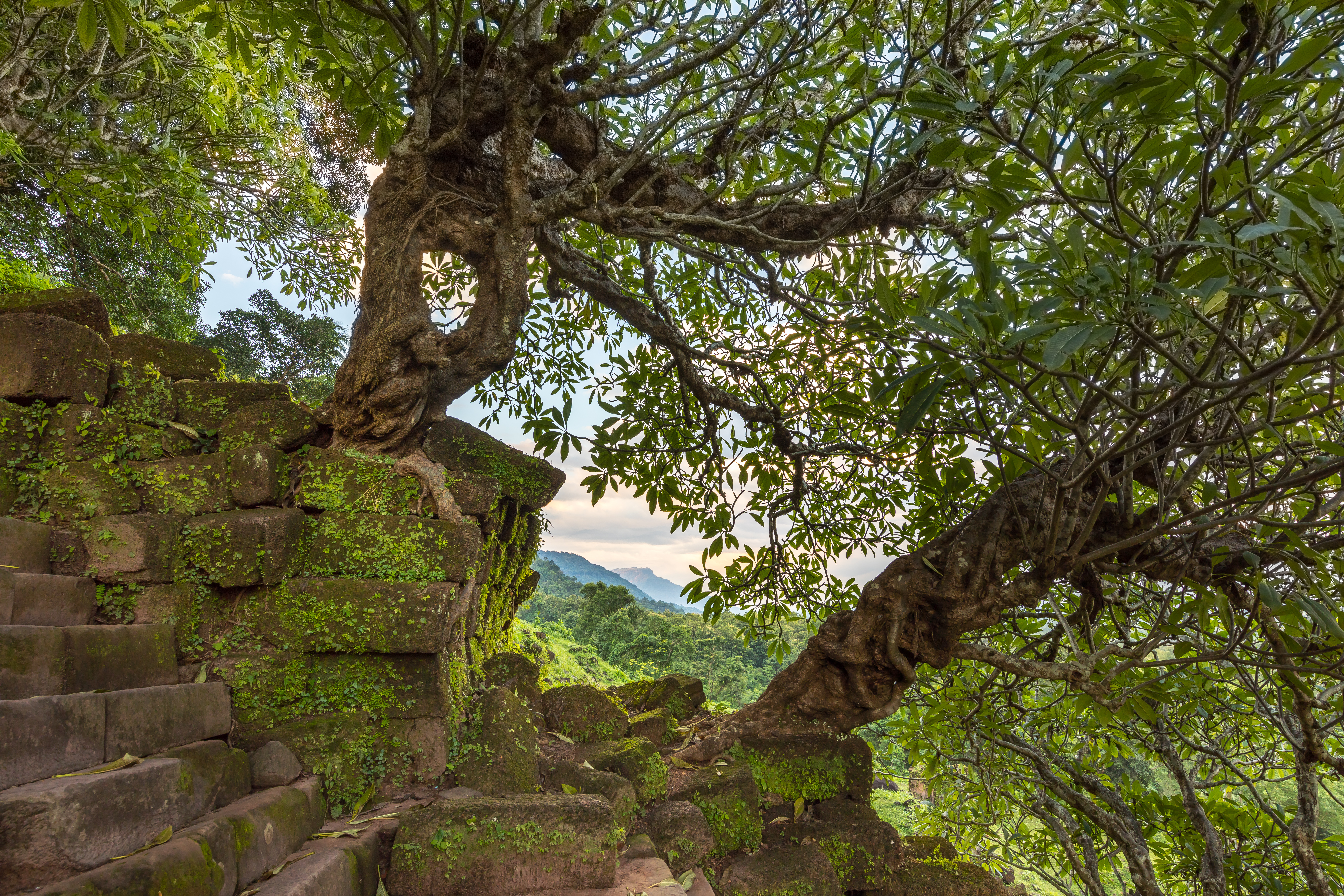
Assim como raízes de árvores, mas muito mais rapidamente, os Ents de Tolkien podiam quebrar pedra.

Os Ents têm uma aparência arbórea, com pele extremamente resistente; conseguem erodir pedra rapidamente, mas são vulneráveis ao fogo e a golpes de machado. São pacientes e cautelosos, com uma percepção longa do tempo; consideravam uma deliberação de três dias algo "apressado".
Os Ents são altos e muito fortes, capazes de despedaçar rochas e pedras quando "despertados". Tolkien os descreve lançando grandes placas de pedra e derrubando as muralhas de Isengard "como se fossem crostas de pão". Barbárvore vangloriava-se de sua força para Merry [en] e Pippin [en], afirmando que os Ents eram muito mais poderosos than trolls, criados por Morgoth na  Primeira Era como uma imitação dos Ents, assim como os orcs o foram dos elfos.

### Primeira Era
Tolkien escreveu muito pouco sobre a história inicial dos Ents. Após os Anões serem adormecidos por Eru para aguardar a chegada dos Elfos, o  Vala  Aulë falou sobre os Anões à sua esposa Yavanna, "amante de tudo o que cresce na terra". Ela respondeu: "Eles escavarão a terra e não darão atenção às coisas que crescem e vivem sobre ela. Muitas árvores sentirão a mordida impiedosa de seu ferro." Yavanna então procurou Manwë e pediu proteção para as árvores, e ambos perceberam que os Ents também faziam parte da Canção da Criação. Yavanna advertiu Aulë: "Que teus filhos tomem cuidado agora! Pois uma força caminhará nas florestas, cuja ira eles despertarão por seu próprio risco." Assim, os Ents são chamados de "Pastores das Árvores". Muito depois, quando  Beren e um grupo de Elfos Verdes emboscam as forças dos Anões que retornavam do saque de Doriath, os Anões são derrotados e dispersos na floresta, onde os Pastores das Árvores garantem que nenhum escape.
Os Ents não sabiam falar até que os Elfos os ensinaram. Barba-árvore disse que os Elfos "nos curaram da mudez", considerando isso um grande presente que jamais poderia ser esquecido. Naquela época, grande parte de Eriador era coberta por florestas; Elrond afirmou que "um esquilo poderia saltar de árvore em árvore desde o que hoje é o Condado até Dunland, a oeste de Isengard".

### Entesposas
As Entesposas começaram a se afastar dos Ents porque gostavam de plantar e controlar as coisas, enquanto os Ents preferiam as florestas e deixavam que tudo seguisse seu curso natural. Elas se mudaram para o que mais tarde se tornou as Terras Castanhas, do outro lado do Grande Rio Anduin, embora os Ents machos ainda as visitassem. As Entesposas interagiram com os Homens e lhes ensinaram a arte da agricultura. Contudo, os jardins das Entesposas foram destruídos por Sauron, e elas desapareceram. Os Elfos cantavam que um dia os Ents e as Entesposas se reencontrariam. Barba-árvore, de fato, pediu aos hobbits que lhe enviassem notícias caso soubessem algo sobre as Entesposas.
Tolkien dedicou muito tempo a refletir sobre o destino das Entesposas. Em Cartas #144, ele escreveu: "Acho que, na verdade, as Entesposas desapareceram para sempre, destruídas com seus jardins na Guerra da Última Aliança [...] algumas podem ter fugido para o leste, ou até terem sido escravizadas [...]"
Após Aragorn ser coroado rei, ele prometeu a Barba-árvore que os Ents poderiam prosperar novamente e se espalhar por novas terras com a ameaça de Mordor eliminada, retomando a busca pelas Entesposas. Barba-árvore lamentou que as florestas poderiam se expandir, mas os Ents, não, prevendo que os poucos Ents restantes ficariam na floresta de Fangorn, diminuindo ou se tornando mais "arbóreos".

### A Última Marcha dos Ents
Furiosos com Saruman por derrubar suas árvores, os Ents convocam um Entmoot. Decidem marchar contra a fortaleza de Saruman em Isengard – "a última marcha dos Ents". Liderados por Barba-árvore e acompanhados pelos hobbits Meriadoc Brandybuck e Peregrin Took, os Ents, cerca de 50, e um exército de Huorns destroem Isengard, derrubando a muralha ao redor dela: "Se o Grande Mar tivesse se erguido em fúria e desabado sobre as colinas com uma tempestade, não poderia ter causado maior destruição". Saruman fica preso na torre de Orthanc.

## Análise

### Etimologia

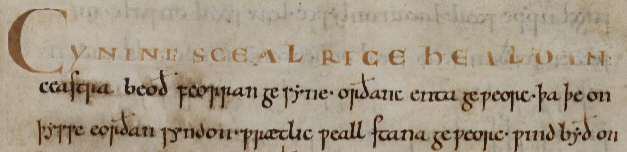
A frase Orthanc enta geweorc, na segunda linha do manuscrito em inglês antigo de Maxims II, parece ter inspirado Tolkien.

A palavra "Ent" vem do inglês antigo ent ou eoten, que significa "gigante". Tolkien tomou emprestado o termo de uma expressão presente nos poemas anglo-saxões The Ruin [en] e Maxims II [en], orþanc enta geweorc ("obra astuta dos gigantes"), que descreve ruínas romanas.(Shippey 2005, p. 149)
Em  sindarin, uma das línguas élficas [en] inventadas por Tolkien, a palavra para Ent é Onod (plural Enyd). O termo sindarin Onodrim designa os Ents como uma raça.

### Aprimorando Shakespeare
Tolkien observou em uma carta que criou os Ents como resposta à sua "amarga decepção e desgosto, desde os tempos de escola, com o uso pobre que Shakespeare fez em Macbeth da chegada da 'Grande Floresta de Birnam [en] à alta colina de Dunsinane': eu ansiava por criar um cenário em que as árvores realmente marchassem para a guerra". Os Ents garantiram a vitória na Batalha do Abismo de Helm ao conduzir uma floresta de Huorns furiosos, semelhantes a árvores, para destruir o exército de orcs de Saruman.

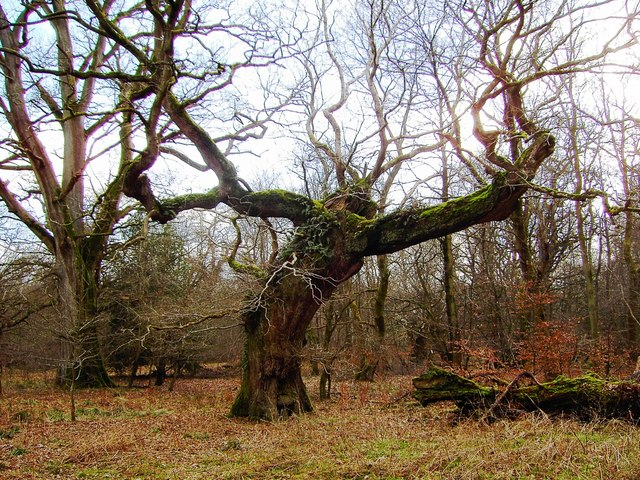
Tolkien escreveu que “ansiava por criar um cenário no qual as árvores pudessem realmente marchar para a guerra”, ao contrário do tratamento “pobre” da história em Macbeth, de Shakespeare.[T 15]
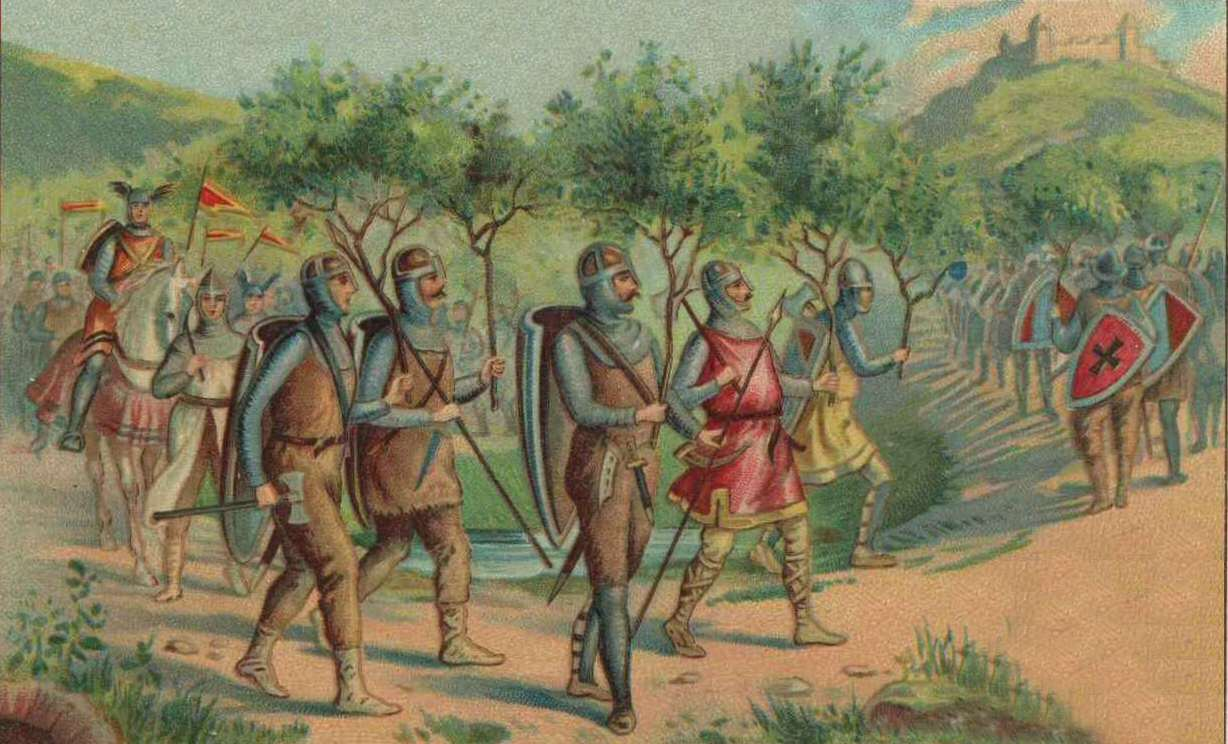
Birnam Wood chega a Dunsinane, na forma de galhos carregados pelos soldados, conforme descrito por Shakespeare.

### Outras fontes

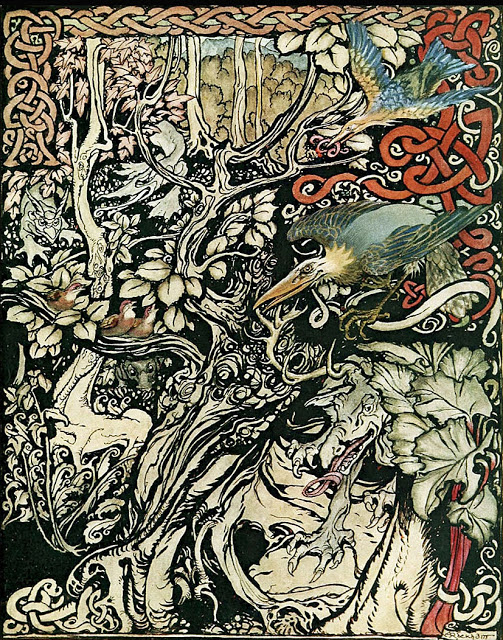
Os desenhos de Arthur Rackham apresentam árvores retorcidas que sugerem seres sobrenaturais.

Nick Groom [en] sugere outras possíveis influências além de Shakespeare. No Evangelho de Marcos, há o relato de um homem curado da cegueira que diz: "Vejo homens como árvores, andando" (Marcos 8:24). A história de Algernon Blackwood, "The Man Whom the Trees Loved" (1912), propõe que "as árvores já foram coisas móveis, organismos animais de algum tipo, que, por ficarem tanto tempo se alimentando, dormindo, sonhando ou algo assim no mesmo lugar, perderam o poder de se mover", o que Groom observa ser muito semelhante à descrição de Barba-árvore sobre os Ents ficando "sonolentos e 'arbóreos'". Ele também destaca os desenhos de Arthur Rackham, com "árvores eriçadas, retorcidas e antropomórficas que aparecem como disfarces de Elfos e outros seres sobrenaturais", e o episódio Flowers and Trees de 1932 da série Silly Symphony da Disney, que mostra árvores que caminham.

### Realização de desejos e ambientalismo
Comentadores notaram que a marcha dos Ents contra os destruidores de árvores representava uma realização de desejo por parte de Tolkien, preocupado com os crescentes danos ao campo inglês no século XX. No livro Ents, Elves, and Eriador: The Environmental Vision of J.R.R. Tolkien, Matthew T. Dickerson [en] e Jonathan Evans [en] veem Barba-árvore como a voz de uma parte essencial da  ética ambiental de Tolkien, a necessidade de preservar e cuidar de todos os tipos de lugares selvagens, especialmente as florestas. Já Corey Olsen [en] critica Dickerson e Evans por tratarem os Ents como "meros símbolos".

### Valor mítico: a canção dos Ents e das Entesposas
C. S. Lewis descreveu a história dos Ents de Tolkien como um mito, "uma narrativa com valor em si mesma". Ruth Noel comparou os Ents às lendas germânicas de "enormes, selvagens e peludos espíritos da floresta".

Ent:

Quando o Verão cobre o mundo, e num meio-dia dourado,

Sob o teto de folhas adormecidas os sonhos das árvores se revelam,

Quando os salões da floresta estão verdes e frescos, e o vento sopra do Oeste,

Volte para mim! Volte para mim, e diga que minha terra é a melhor!

Entesposa:

Quando o Verão aquece a fruta pendente e tinge a baga de castanho;

Quando a palha é ouro, a espiga é branca, e a colheita chega à cidade;

Quando o mel transborda, e a maçã incha, embora o vento venha do Oeste,

Ficarei aqui sob o Sol, pois minha terra é a melhor!

Olsen enxerga na canção dos Ents e das Entesposas, supostamente composta por Elfos, "insights profundos sobre as complexidades e conflitos da vida em um mundo caído". A canção percorre as quatro estações do ano, com uma estrofe do Ent seguida por uma da Entesposa a cada vez. Olsen observa que o Ent é passivo, até "lânguido e sonolento" no verão, com o único processo ativo sendo o sonhar; já o verão da Entesposa "transborda de atividade". Para Olsen, essas posturas talvez não estejam em competição; tanto a contemplação quanto a ação são "formas valiosas de celebrar a beleza natural". Ele sugere, porém, que a visão de Barba-árvore sobre a canção é enviesada e que o Ent não é tão humilde quanto afirma, especialmente em relação às Entesposas. Se Ents e Entesposas fossem "unificados", eles "se equilibrariam e completariam", mas, sem esse equilíbrio, enfrentam "perigos morais": no caso dos Ents, o risco é deixar sua vida na natureza "cair em mera lassidão". Como exemplos, ele cita o "isolamento apático" de Casca-de-pele, que se recusa a sair de suas colinas, e o "esquecimento sonolento" de Trança-folha, que passa o verão inteiro parado na grama alta, sem fazer nada. Olsen chama isso de "conto cautionário" e "trágico", diferente da canção "Nos prados de salgueiros de Tasarinan", também com as quatro estações, mas que é um lamento.
Anne Petty comenta que a canção segue estereótipos de gênero tradicionais, com os Ents apreciando a natureza selvagem e as Entesposas preferindo o domínio mais doméstico da natureza cultivada e da jardinagem.

## Adaptações

### Em outras mídias
Nos filmes de Peter Jackson, O Senhor dos Anéis: As Duas Torres (2002) e O Senhor dos Anéis: O Retorno do Rei (2003), Barba-árvore é uma combinação de um grande modelo animatrônico [en] e uma construção em CGI; ele é dublado por John Rhys-Davies, que também interpreta Gimli [en]. A banda The Fall of Troy tem uma música intitulada "The Last March of the Ents" em seu álbum de estreia homônimo, lançado em 2003. Foi concedida permissão para uma estátua de Barbárvore por Tim Tolkien [en], perto da antiga casa de seu tio-avô J. R. R. Tolkien em Moseley, Birmingham.
A série de TV O Senhor dos Anéis: Os Anéis de Poder, ambientada na  Segunda Era, apresenta Ents. Dois dos Ents que aparecem no episódio "Mais Velho [en]" da segunda temporada [en] são Raiz-torta e Flor-de-inverno (dublados por Jim Broadbent e Olivia Williams).

### Na cultura popular
Os Ents apareceram na primeira edição do jogo de RPG Dungeons & Dragons, no conjunto de caixas brancas de 1974, onde foram descritos como criaturas semelhantes a árvores, capazes de comandar árvores e de natureza ordeira. Em 1975, a Elan Merchandising, que detinha a licença do jogo junto ao espólio de Tolkien, emitiu uma ordem de cessação quanto ao uso da palavra "ent", resultando na renomeação das criaturas de Dungeons & Dragons para "treants". Em Heroes of Might and Magic V [en], os Treants fazem parte da aliança élfica; porém, devido a questões de violação de direitos autorais, sua aparência foi alterada entre a fase beta e a versão final, tornando-os quadrúpedes. O mesmo ocorre no jogo With Your Destiny [en], onde aparecem os Treants, em referência aos Ents de Tolkien.

### Obras de J. R. R. Tolkien
1. ↑  (Tolkien 1954), livro 3, cap. 5: "O Cavaleiro Branco".
2. 1 2 3 4 5 6 7 8 9  (Tolkien 1954), livro 3, cap. 4: "Barba-árvore".
3. 1 2 3 4  (Tolkien 1954), livro 3, cap. 9: "Restos e Fragmentos".
4. ↑  (Tolkien 1977), Valaquenta
5. 1 2  (Tolkien 1977), "Quenta Silmarillion", cap. 2: "De Aulë e Yavanna"
6. ↑  (Tolkien 1977), "Quenta Silmarillion", cap. 22: "Da Ruína de Doriath"
7. ↑  (Tolkien 1954a), livro 2, cap. 2: "O Conselho de Elrond".
8. ↑  (Tolkien 1955), livro 6, cap. 6: "Muitas Despedidas"
9. ↑  (Carpenter 2023, #144 para Naomi Mitchison, 25 de abril de 1954)
10. ↑  (Tolkien 1954), livro 3, cap. 8: "O Caminho para Isengard"
11. ↑  (Carpenter 2023, #163 para W. H. Auden, 7 de junho de 1955)
12. ↑  (Tolkien 1980) Índice, entradas para Ent, Enyd e Onodrim.
13. ↑  (Carpenter 2023, Nº 163, nota de rodapé, pp. 211–212)
14. ↑  (Tolkien 1954), livro 3, cap. 7: "Abismo de Helm"
15. ↑  (Carpenter 2023, No. 163, nota de rodapé, pp. 211–212)